# Kanton Caraman
Der Kanton Caraman war bis 2015 ein französischer Wahlkreis im Arrondissement Toulouse, im Département Haute-Garonne und in der Region Midi-Pyrénées. Sein Hauptort war Caraman. Vertreter im Generalrat des Départements für die Jahre 2008 bis 2015 war Gilbert Hébrard.

## Geografie
Der 19 Gemeinden umfassende Kanton hatte 7326 Einwohner (Stand: 2012) auf 165 km².

## Gemeinden
| Gemeinde              | Einwohner Jahr | Fläche km² | Bevölkerungsdichte | Postleitzahl | Code INSEE |
| --------------------- | -------------- | ---------- | ------------------ | ------------ | ---------- |
| Albiac                | 200 (2013)     | –          | – Einw./km²        | 31460        | 31006      |
| Auriac-sur-Vendinelle | 991 (2013)     | –          | – Einw./km²        | 31460        | 31026      |
| Beauville             | 150 (2013)     | –          | – Einw./km²        | 31460        | 31055      |
| Cambiac               | 217 (2013)     | –          | – Einw./km²        | 31460        | 31102      |
| Caragoudes            | 227 (2013)     | –          | – Einw./km²        | 31460        | 31105      |
| Caraman               | 2347 (2013)    | –          | – Einw./km²        | 31460        | 31106      |
| Francarville          | 184 (2013)     | –          | – Einw./km²        | 31460        | 31194      |
| La Salvetat-Lauragais | 137 (2013)     | –          | – Einw./km²        | 31460        | 31527      |
| Le Cabanial           | 437 (2013)     | –          | – Einw./km²        | 31460        | 31097      |
| Le Faget              | 365 (2013)     | –          | – Einw./km²        | 31460        | 31179      |
| Loubens-Lauragais     | 433 (2013)     | –          | – Einw./km²        | 31460        | 31304      |
| Mascarville           | 166 (2013)     | –          | – Einw./km²        | 31460        | 31325      |
| Maureville            | 303 (2013)     | –          | – Einw./km²        | 31460        | 31331      |
| Mourvilles-Basses     | 73 (2013)      | –          | – Einw./km²        | 31460        | 31392      |
| Prunet                | 142 (2013)     | –          | – Einw./km²        | 31460        | 31441      |
| Saussens              | 197 (2013)     | –          | – Einw./km²        | 31460        | 31534      |
| Ségreville            | 247 (2013)     | –          | – Einw./km²        | 31460        | 31540      |
| Toutens               | 311 (2013)     | –          | – Einw./km²        | 31460        | 31558      |
| Vendine               | 274 (2013)     | –          | – Einw./km²        | 31460        | 31571      |

## Bevölkerungsentwicklung
| 1962 | 1968 | 1975 | 1982 | 1990 | 1999 | 2006 |
| ---- | ---- | ---- | ---- | ---- | ---- | ---- |
| 5049 | 4955 | 4525 | 4912 | 5300 | 5848 | 6758 |